# Переда Асбун, Хуан
Хуан Переда Асбун (исп.  Juan Pereda Asbún, 17 июня 1931, Ла-Пас, Боливия — 25 ноября 2012, Санта-Крус, Боливия) — боливийский политический и военный деятель. Генерал авиации, Президент Республики Боливия в 1978 году. Был выдвинут кандидатом в президенты как доверенное лицо диктатора Уго Бансера, однако после того, как результаты выборов были аннулированы, сам захватил власть. Был свергнут военными после 126 дней правления, и отошёл от политики.

## Биография

### Военная и государственная карьера
Родился 17 июня 1931 года в столице Боливии Ла-Пасе в семье испанца-эмигранта Маркоса Переды и его жены Марии Луисы Асбун, принадлежавших к среднему классу. В юности поступил на военную службу и окончил Колледж военной авиации. Получил там учёную степень и продолжил изучение аэронавтики на курсах повышения квалификации во Флоренции (Италия). Затем обучался на командных курсах в Школе Генерального штаба армии Аргентины. По возвращении в Боливию был направлен военно-воздушным атташе в Перу. Затем преподавал в Колледже военной авиации и был его директором. В период правления Уго Бансера занимал посты министра торговли и промышленности, затем министра внутренних дел и юстиции (с 14 февраля 1974 по 28 ноября 1977 года). Стал доверенным лицом Бансера и в 1977 году занял пост командующего военно-воздушными силами страны Боливии.

### Президентские выборы 1978 года и приход к власти
В 1977 году президент Уго Бансер назначил президентские выборы, правительственным кандидатом на которых от избирательного блока Народный националистический союз (UNP), (исп. Unión Nacionalista del Pueblo (UNP)) стал Хуан Переда. Выборы состоялись 9 июля 1978 года, а через день были опубликованы их предварительные результаты. Согласно им, никто не получил абсолютного большинства голосов, но правительственный блок Переды обошёл по числу голосов левый избирательный блок Фронт демократического и народного единства, а сам Переда набрал 50,1 % голосов против 21,8 % голосов, поданных за лидера ФДНЕ Эрнана Силеса Суасо. Однако, как боливийские, так и международные наблюдатели, отметили массивные подлоги в ходе голосования и 19 июля Верховный избирательный трибунал аннулировал их результаты. Тем не менее, Хуан Переда объявил себя победителем, что вызвало волну протестов и выступлений оппозиции. Не уверенный в дальнейшей поддержке Уго Бансера, Переда выехал в Санта-Крус, где, заручившись поддержкой части армии и Боливийской социалистической фаланги, уже 20 июля потребовал отставки президента. Из Санта-Круса Переда заявил, что пошлёт авиацию бомбить столицу. Бансер передал власть хунте во главе с Виктором Гонсалесом Фуэнтесом, и 21 июля 1978 года генерал Хуан Переда Асбун принёс в Ла-Пасе присягу как новый президент Боливии.

### Правление
В тот же день президентским декретом на всей территории Боливии было введено осадное положение и запрещены все общественные собрания. Переда полностью сменил высшее командование армией и отправил в отставку прежний состав правительства. Несмотря на это, протестное движение в стране нарастало. Эрнан Силес Суасо заявил агентству «Рейтер», что ФДНЕ возглавит мирную компанию с требованием немедленного проведения новых выборов. Боливийский рабочий центр объявил 48-часовую забастовку на оловодобывающих рудниках «Катави» и «Сигло ХХ», в которой приняли участие свыше 15 000 шахтёров и потребовал вывода армии из горнопромышленных районов.
24 июля Хуан Переда сформировал новое правительство страны. Впервые за четыре года на большинство министерских постов были назначены гражданские лица, члены Народного националистического союза. Военные заняли только посты министров национальной обороны, внутренних дел, по сельскохозяйственным и крестьянским делам. На церемонии приведения кабинета к присяге Переда заявил, что его правительство «продолжит демократизацию» Боливии, однако не уточнил каким путём и в какие сроки намерен этого добиться. Левый Фронт демократического и народного единства отказался сотрудничать с правительством, как и Христианско-демократическая партия, заявившая, что новое правительство навязано стране вопреки конституционным принципам, и уже этим нанесло удар по надеждам на демократизацию.
26 июля прошло первое заседание правительства, на котором Переда заявил об освобождении политических заключённых, как этого требовал БРЦ, обязался уважать свободу печати и гарантировать уровень заработных плат на государственных предприятиях. Он заявил, что готов провести ещё одни всеобщие выборы через 18 месяцев, если до этого времени удастся подготовить новые избирательные списки и принять новый избирательный закон.
Постепенно положение в стране начало стабилизироваться: новый режим получил международное признание, возобновилась экономическая помощь США, вновь открылись университеты. 11 августа 1978 года Хуан Переда отменил в Боливии осадное положение и специальным декретом-законом ввёл в действие Политическую конституцию 1967 года. Среди мероприятий правительства Переды в его короткое правление были присоединение Боливии к международным соглашениям по пресечению захватов воздушных судов (21 июля 1978 года), введение социального страхования здоровья в сельской местности (2 августа 1978 года), создание Совета по вопросам жилья для работников полиции (исп. Consejo de Vivienda Policial), занимавшегося планированием и обеспечение строительства дешёвого жилья для боливийских полицейских (11 сентября 1978 года), и др.
В конце октября 1978 года в страну неожиданно вернулся свергнутый летом Уго Бансер, а 31 октября правительство арестовало группу офицеров и ряд лидеров Фронта демократического и народного единства, обвинив их в «антиправительственном заговоре с целью государственного переворота». Представители ФДНЕ отвергли эти обвинения, заявив, что правительство просто пытается оправдать преследования оппозиции и потребовали немедленного освобождения своих лидеров. 1 ноября 1978 года правительство Переды Асбуна в полном составе ушло в отставку, в стране было введено чрезвычайное положение. Президент провел срочное совещание с высшим военным командованием, на котором было решено сформировать новый кабинет, который «почти полностью будет состоять из военных». Главнокомандующий вооруженными силами генерал Анхель Сальман заявил представителям печати, что новое правительство будет представлено офицерами, смещенными Уго Бансером со своих постов после переворота 1971 года.
14 ноября был опубликован декрет о проведении всеобщих выборов в первое воскресенье мая 1980 года (то есть 4 мая 1980 года) и об аннулировании прежних избирательных списков. Это вызвало в стране новую волну протеста: политические партии и профсоюзы выступили против намерения Переды отсрочить проведение выборов более чем на год. Решение президента не встретило поддержки и в армии — через десять дней после декрета о выборах, 24 ноября 1978 года Хуан Переда был свергнут конституционалистами во главе с генералом Давидом Падильей.

### После свержения
Отстранённый от власти Хуан Переда был арестован в президентском дворце, но вскоре освобождён. Он больше не возвращался к политической деятельности и уехал в Санта-Крус, где проживал до своей смерти в ноябре 2012 года.
В декабре 2007 года правосудие Италии выдало ордер на арест Хуана Переды по обвинению в организации репрессий по плану «Кондор» в период, когда тот возглавлял министерство внутренних дел Боливии.

### Обвинения 2010 года
17 августа 2010 года около 18:30, как позднее сообщил заместитель начальника службы радиопатрулирования «Radiopatrullas 110» Анибаль Ривас, в полицию города Санта-Крус поступил звонок от соседей Хуана Переды Асбуна, которые обвинили его в сексуальных домогательствах в отношении учениц колледжа «La Madre». Переда был арестован полицией без всякого сопротивления и доставлен в полицейский участок, где допрошен офицерами полиции и адвокатами службы защиты детства. Так как родители девочек, в растлении которых обвинили Переду, отказались подавать исковые заявления, уголовного дела в отношении генерала заведено не было. Инспектор Франческа Ривера заявила, что родители сами явились в полицию и признались, что не были свидетелями посягательств бывшего президента. Девочки так же отрицали подобные факты, рассказав, что 79-летний генерал всего лишь открыл дверцу своего спортивного автомобиля и предложил им прокатиться, что и стало причиной конфликта.
Сам Переда всячески отрицал факт своего знакомства с девочками. Однако при аресте у Переды были изъяты две пачки начинённых кокаином сигарет, известных как «pitillos». Начальник спецподразделения по борьбе с распространением наркотиков в департаменте Санта-Крус (исп. Fuerza Especial de Lucha contra el Narcotráfico (FELCN) ) полковник Рубен Санчес заявил, что медицинские анализы подтвердили факт употребления кокаина отставным генералом, но отверг предположения о том, что Хуан Переда был связан с наркотрафиком или распространением наркотиков. В полдень 18 августа бывший президент был помещён в центр реабилитации больных наркоманией.
Как рассказывала дочь бывшего президента Мария Переда, в последние месяцы жизни он общался только со своими четырьмя детьми и пятью внуками, а также с немногими друзьями семьи, избегая иных контактов с внешним миром. При этом Переда Асбун, полностью удалённый из политики, внимательно следил за событиями в стране и в мире. В 2012 году у него был диагностирован рак лёгких, однако до осени генерал чувствовал себя хорошо. В ноябре 2012 года его здоровье резко ухудшилось.

## Смерть
Скончался вечером 25 ноября 2012 года в Санта-Крусе от рака лёгких, о чём сообщила прессе его семья. На следующий день после церемонии прощания, начавшейся в 10:30, был похоронен на главном кладбище Санта-Круса.